# 帆足英一
帆足 英一（ほあし えいいち、1941年 - ）は、日本の小児科医。学位は、医学博士。

## 略歴
東京生まれ。東京慈恵会医科大学医学部卒業。1977年「夜尿症児の精神生理学的研究」で医学博士。東京都立母子保健院院長を経て、ほあし子どものこころクリニック院長。世田谷子どもクリニック名誉院長。排尿機構・夜尿症の研究では第一人者。マスコミからは「おしっこ博士」「おねしょ博士」として親しまれている。

## 著書
- 『夜尿症をなおす 排尿のしつけから生活指導まで』保健同人社〈保健同人健康ブックス〉 1982
- 『おねしょなんかこわくない "おねしょ博士"の最新治療報告 子どもから大人まで』婦人生活社 1985
- 『「ママ、おしっこ」といえるまで おむつはずし最短コース 体験日記つき』婦人生活社〈プチタンファンブックス〉 1987
- 『心のサインに気がついて つまずきをのりこえる母と子の事例集』企画室 1989
- 『新・おねしょなんかこわくない 子どもから大人まで、最新の治療法』婦人生活社〈プチタンファンブックス〉 2001。改版改題して小学館より改訂版 2003
- 『わが子に「愛されている実感」を伝える子育て』新紀元社 2004
- 『じっくり見極めパッととるやさしいおむつはずれ』赤ちゃんとママ社 2009

### 共編著
- 『妊娠とお産 はじめてママになる人へ』藤井仁 (共著) 新星出版社 1988
- 『子どもの心身機能の発達と障害』編著 放送大学教育振興会 1991
- 『アン2歳、おむつはずし大作戦』 (ママぽよ スペシャル) 青沼貴子 (マンガ) 婦人生活社 1997
- 『小児科の相談と面接 心理的理解と支援のために』奥山眞紀子、庄司順一 (共編) 医歯薬出版 1998
- 『思いやりを育む保育』平井信義 (共編著) 新曜社 1999
- 『保育のための乳幼児養育指針』庄司順一 (共監修) 企画室 2000
- 『実践医療保育 いま-現場からの報告』長嶋正實 (共監修) 診断と治療社 2007
- 『必携新・病児保育マニュアル 第3版』(監修) 全国病児保育協議会 2008
- 『子どもの保健1 心身の発達・健康と安全』山崎知克 (編著)、大川洋二、和田靖之 (共著) 建帛社 2013

## 主な論文

### 単著
- 「夜尿症児の精神生理学的研究:第I編睡眠リズムと夜尿について」『脳と発達』THE JAPANESE SOCIETY OF CHILD NEUROLOGY、1977年、第9巻第4号、303-310頁。NAID 130004184296、ISSN 0029-0831。
- 「夜尿症児の精神生理学的研究:第II編 自律機能と夜尿について」『脳と発達』THE JAPANESE SOCIETY OF CHILD NEUROLOGY、1977年、第9巻第4号、311-320頁。NAID 300041842971、ISSN 0029-0831。
- 「夜尿症児の精神生理学的研究:第III編イミプラミンと夜尿について」『脳と発達』THE JAPANESE SOCIETY OF CHILD NEUROLOGY、1977年、第9巻第4号、321-328頁。NAID 130004184298、ISSN 0029-0831。

### 共著、共編
発達
- 堀田 秀樹、帆足 英一、奥山 裕子、熊谷 公明、遠藤 四郎「治療中, 種々の発作型に推移していった点頭てんかんの1例」『脳と発達』THE JAPANESE SOCIETY OF CHILD NEUROLOGY、1977年、第9巻第6号、504-511頁。NAID 130004184325、ISSN 0029-0831。
- 粟屋 豊、今井 常晶、鈴木 さゆり、前田 啓美、横井 茂夫、帆足 英一「C-28 障害乳幼児の発達経過 : てんかん合併の有無による差について」『日本てんかん学会プログラム・予稿集』日本てんかん学会、1992年、第26号、134頁。NAID 110002670138。
- 帆足 暁子、青木 泰子、秋山 光孝、田島 昌子、千羽 喜代子、永田 陽子、中川 英一、長山 篤子、平井 信義、帆足 英一「153 思いやりの精神構造とその発達過程(第13報) : 思いやりが育つ保育(口頭発表II、心身の発達II)」『日本保育学会大会研究論文集』日本保育学会大会準備委員会、1996年、第49号、310-311頁。NAID 110009706875。
- 帆足 暁子、吉田 弘道、帆足 英一「180 乳幼児における「抱っこ」の意義について」『日本保育学会大会研究論文集』日本保育学会大会準備委員会、2001年、第54号、360-361頁。NAID 110002945167。
- 吉田 弘道、帆足 暁子、帆足 英一「165 幼児期における「抱っこ」の意義について その2」『日本保育学会大会発表論文集』日本保育学会大会準備委員会、2002年、第55号、330-331頁。NAID 110002953828。
- 帆足 暁子、秋山 光孝、千羽 喜代子、中川 英一、永田 陽子、長山 篤子、平井 信義、帆足 英一「290 思いやりの精神構造とその発達過程(第 20 報) : 思いやりが育つ保育 (8)」『日本保育学会大会発表論文集』日本保育学会大会準備委員会、2003年、第56号、580-581頁。NAID 110002916594。
- 山崎 知克、斉藤 和恵、帆足 英一「思春期の反復性自傷症候群における検討」『子どもの心とからだ : 日本小児心身医学会雑誌 』掲載誌別題『The journal of Japanese Society of Psychosomatic Pediatrics』2004年9月、第13巻第1号、64-72頁。NAID 10025823888、ISSN 0918-5526。

保育と病児のニーズ
- 帆足 英一、庄司 順一、堀田 和子、帆足 暁子、池田 宏「病児への保育 : そのニーズと課題」『日本保育学会大会研究論文集』日本保育学会大会準備委員会、1994年、第47号、xxvii頁。NAID 110002942893。
- 加藤 忠明、斉藤 幸子、庄司 順一、網野 武博、帆足 英一、恒次 欽也、帆足 暁子「病児保育のニーズとその対応」『小児保健研究』日本小児保健協会、1995年1月、第54巻第1号、96-98頁。NAID 10007743929、ISSN 0037-4113
- 帆足 英一、小島 勢津子、稲葉 穂、野澤 トモ子、中村 崇子、帆足 暁子「保育の専門性を考える : 多様化した保育ニーズにどう応えるか(自主シンポジウム10)「『日本保育学会大会研究論文集』日本保育学会大会準備委員会、1996年、第49号、	A40頁。NAID 110009706714。
- 帆足 英一、庄司 順一「063 乳幼児虐待と乳児院の役割」『日本保育学会大会研究論文集』日本保育学会大会準備委員会、2001年、第54号、126-127頁。NAID 110002945050。